# عبد الفتاح الطاروطي
الشيخ عبد الفتاح الطاروطي قارئ قرآن مصري ويعد أحد أعلام هذا المجال البارزين، من مواليد 29 أبريل 1965 قرية طاروط، مركز الزقازيق، محافظة الشرقية.

## سيرة
وُلِد في قرية طاروط بمركز الزقازيق بمحافظة الشرقية في 29 أبريل عام 1965م، في أسرة قرآنية؛ بعد ثماني سنوات من مولده انضم لحفظة كتاب الله؛ أتم حفظ القرآن على يد والده؛ الشيخ عبد المقصود السيد النجار شيخ كتاب القرية. وفي عام 1988م تخرج من كلية أصول الدين قسم الدعوة الإسلامية، وفي العام التالي من تخرجه عين إماما وخطيبا بأوقاف الشرقية. وقد لقب الشيخ الطاروطى بلقب كروان القراء ومن هنا كان اختيار وزارة الأوقاف له ليشارك بعثاتها القرآنية إلى دول العالم المختلفة لإحياء ليالي شهر رمضان والاحتفالات الدينية.